# Lista de canais de televisão via satélite do Brasil
Esta é uma lista de canais de televisão abertos do Brasil disponíveis via satélite para o território nacional.

## Analógico

### Star One D2Banda: C
- Posição: 70º Oeste

Atualmente existe apenas um canal analógico disponível no satélite Star One D2. Desde março de 2024, o sistema analógico passa por um desligamento gradual de seus últimos canais.
| Polarização | Frequência | Emissora   | Data da entrada      | Nota                                             |
| ----------- | ---------- | ---------- | -------------------- | ------------------------------------------------ |
| Vertical    | 1420       | TV Verdade | 18 de agosto de 2020 | Desligamento previsto para 25 de agosto de 2025. |

(*) A frequência de áudio padrão é de 5.80 ou 580 MHz.
(**) Frequências em Banda L correspondente da Banda C.

### Canais que deixaram de transmitir o sinal analógico
| Canal                 | Frequência | Polarização | Data da entrada           | Data da saída           | Nota |
| --------------------- | ---------- | ----------- | ------------------------- | ----------------------- | --- |
| MTV Brasil            | 1320       | Horizontal  | 20 de outubro de 1990     | 1993                    | Primeira fase do sinal analógico do canal no satélite. Sinal codificado para assinantes até 2002. |
| Canal Rural           | 0980       | Horizontal  | 1996                      | 15 de setembro de 1997  | Primeira fase do sinal analógico do canal no satélite. Sinal codificado para assinantes até 2001. |
| CNT                   | 1000       | Vertical    | 1992 (ainda como Rede OM) | 25 de fevereiro de 1999 | Primeira fase do sinal analógico do canal no satélite. |
| Rede Manchete         | 1370       | Vertical    | 1985                      | 1999                    | Canal da Rede Manchete de São Paulo extinto em 17 de maio de 1999. Canal do Rio de Janeiro extinto em 30 de maio de 1999. A data de extinção do canal via satélite nunca foi descoberta.                                                                                              |
| Rede Família          | 1000       | Vertical    | 6 de julho de 1999        | 2000                    | Primeira fase do sinal analógico do canal no satélite. |
| Rede Século 21        | 0960       | Vertical    | 2000                      | 2000                    | Primeira fase do sinal analógico do canal no satélite. |
| TV Cultura            | 1020       | Vertical    | 1993                      | 2001                    | Primeira fase do sinal analógico do canal no satélite. |
| Amazon Sat            | 0980       | Vertical    | 1997                      | Abril de 2006           | |
| PlayTV                | 1240       | Horizontal  | 30 de março de 2007       | 28 de maio de 2007      | O canal entrou na frequência que há muitos anos era um feed da Embratel/TV Jockey. A frequência onde a PlayTV esteve passou a ser usada para a exibição de informeciais, embora a frequência continuasse sendo da emissora.                                                           |
| Rede Mulher           | 1000       | Vertical    | 1995                      | 27 de setembro de 2007  | No mesmo dia entrou no seu lugar a Record News. |
| TVE Brasil            | 1400       | Horizontal  | 1990                      | 2 de dezembro de 2007   | No mesmo dia entrou no seu lugar a TV Brasil. Transmitia a Rádio MEC no segundo canal de áudio. |
| TV Diário             | 1080       | Horizontal  | 20 de março de 2001       | 25 de fevereiro de 2009 | |
| MTV Brasil            | 1140       | Horizontal  | 2 de setembro de 2008     | 1 de abril de 2012      | No mesmo dia entrou no seu lugar o BRZ. |
| Record News           | 1000       | Vertical    | 27 de setembro de 2007    | 30 de janeiro de 2014   | Em 1 de fevereiro de 2014, a Rede Família entrou no seu lugar. |
| BRZ                   | 1140       | Horizontal  | 1 de abril de 2012        | 1 de fevereiro de 2014  | No mesmo dia entrou no seu lugar o Ideal TV. |
| CNT                   | 1080       | Horizontal  | 1 de novembro de 2013     | Março de 2014           | No mesmo dia entrou no seu lugar uma tela padrão de testes (color bars). |
| Rede Mundial          | 1380       | Vertical    | 1 de dezembro de 2013     | 25 de julho de 2014     | Frequência secundária da Rede TV! alugada, que após a saída deste canal passou a transmitir uma programação alternativa da RedeTV!. |
| TV Cultura            | 1020       | Vertical    | 14 de março de 2005       | 17 de março de 2015     | Em 29 de abril de 2015, em fase de testes, entrou no seu lugar a TV Novo Tempo. |
| Canal Futura          | 1060       | Vertical    | 22 de setembro de 1997    | 26 de fevereiro de 2016 | No mesmo dia após algumas horas sem transmissão entra no ar o Conexão BR. |
| TV Brasil             | 1400       | Horizontal  | 2 de dezembro de 2007     | 3 de abril de 2017      | Transmitia a Rádio MEC no segundo canal de áudio. |
| TV NBR                | 1120       | Vertical    | 2004                      | 31 de maio de 2017      | |
| TV Ultrafarma         | 1380       | Vertical    | 1 de março de 2015        | 1 de julho de 2017      | Frequência secundária da Rede TV! alugada, que após a saída deste canal voltou a transmitir uma programação alternativa da RedeTV!. |
| TV Gazeta             | 1040       | Horizontal  | Outubro de 2000           | 4 de julho de 2017      | |
| TV Plenitude          | 1380       | Vertical    | 1 de agosto de 2017       | 20 de dezembro de 2017  | Frequência secundária da Rede TV! alugada, que após a saída deste canal voltou novamente a transmitir uma programação alternativa da RedeTV!. Permanecendo assim até 7 de maio de 2018, quando o canal passou a exibir apenas uma tela preta e foi desativado em 19 de julho de 2018. |
| TV Claro Promo        | 1220       | Horizontal  | 2012                      | 1 de abril de 2018      | Anteriormente transmitia o Canal Via Embratel. |
| TV Plenitude          | 1040       | Horizontal  | 2 de janeiro de 2018      | 17 de abril de 2018     | |
| TV Escola             | 1380       | Horizontal  | 1996                      | 20 de abril de 2018     | Transmitia a Rádio Nacional de Brasília no segundo canal de áudio. |
| Novo Canal            | 1100       | Horizontal  | Junho de 2006             | 1 de setembro de 2018   | |
| Esporte Interativo BR | 0980       | Vertical    | 20 de janeiro de 2007     | 1 de outubro 2018       | Passou a reprisar a programação do Esporte Interativo em agosto de 2018, com o fim do canal. |
| Rede Família          | 1000       | Vertical    | 1 de fevereiro de 2014    | 26 de dezembro de 2018  | Segunda fase do sinal analógico do canal no satélite. |
| Terraviva             | 1360       | Horizontal  | 31 de março de 2005       | 1 de janeiro de 2019    | |
| Conexão BR            | 1060       | Vertical    | 26 de fevereiro de 2016   | 9 de maio de 2019       | |
| Polishop TV           | 1300       | Horizontal  | 2003                      | 14 de junho de 2019     | |
| Rede Mundial          | 1040       | Horizontal  | 25 de maio de 2018        | 29 de junho de 2019     | |
| Vox TV                | 1360       | Horizontal  | 26 de fevereiro de 2019   | 27 de julho de 2019     | |
| Agro Canal            | 0960       | Vertical    | 2003                      | 2 de dezembro de 2019   | |
| TV Câmara             | 1060       | Horizontal  | Dezembro de 2000          | 10 de janeiro de 2020   | Transmitia a Rádio Câmara no segundo canal de áudio. |
| CJC                   | 1080       | Horizontal  | 1 de setembro de 2015     | 31 de março de 2020     | |
| Shoptime              | 1040       | Vertical    | 1995                      | 1 de junho de 2020      | |
| TV Senado             | 1020       | Horizontal  | Outubro de 2000           | 3 de novembro de 2020   | Transmitia a Rádio Senado no segundo canal de áudio. |
| TV Pai Eterno         | 1360       | Horizontal  | 27 de julho de 2019       | 19 de janeiro de 2022   | |
| Rede 21               | 1240       | Horizontal  | 7 de julho de 2008        | 16 de fevereiro de 2023 | |
| Canal do Criador      | 0960       | Vertical    | 12 de Setembro de 2020    | 18 de Junho de 2023     | |
| TV Canção Nova        | 1080       | Vertical    | 1999                      | 30 de junho de 2023     | Transmitia a Rádio Canção Nova no segundo canal de áudio. |
| Canal Rural           | 0980       | Horizontal  | 2001                      | 26 de setembro de 2023  | Até 2017 transmitia a Rádio Rural no segundo canal de áudio. Sinal reaberto para todos os usuários após um período codificado. |
| Canal do Boi          | 1280       | Horizontal  | 1998                      | 26 de janeiro de 2024   | Por período indeterminado transmitia a Rádio Boas Novas no segundo canal de áudio. |
| Record                | 1296       | Vertical    | 1 de novembro de 1990     | 30 de março de 2024     | Inicialmente em 1270H e posteriormente em 1290V. Possuía acesso a segundo canal de áudio (SAP). |
| RIT                   | 1140       | Vertical    | 2002                      | 25 de maio de 2024      | |
| Band                  | 1340       | Horizontal  | 29 de setembro de 1982    | 30 de junho de 2024     | Inicialmente em 1350H. |
| RedeTV!               | 1360       | Vertical    | 15 de novembro de 1999    | 30 de junho de 2024     | Inicialmente em 1370V. Em seu lugar transmitiu por alguns dias uma tela preta. |
| Redevida              | 1260       | Horizontal  | 1 de maio de 1995         | 15 de julho de 2024     | |
| Rede Século 21        | 1000       | Horizontal  | 2001                      | 25 de julho de 2024     | Segunda fase do sinal analógico do canal no satélite. |
| TV Globo              | 1430       | Horizontal  | 31 de dezembro de 1982    | 18 de agosto de 2024    | Possuía acesso a segundo canal de áudio (SAP). Em seu lugar, transmitiu um slide padrão de comunicado de desligamento do sinal e como continuar a assistir à programação via satélite até 28 de agosto de 2024.                                                                       |
| SBT                   | 0980       | Vertical    | 8 de junho de 1985        | 28 de agosto de 2024    | Inicialmente em 1410V e posteriormente em 1416V. |
| TV Novo Tempo         | 1020       | Vertical    | 29 de abril de 2015       | 21 de setembro de 2024  | |
| TV Aparecida          | 1120       | Horizontal  | 8 de setembro de 2005     | 13 de outubro de 2024   | Transmitia a Rádio Aparecida no segundo canal de áudio. |
| Ideal TV              | 1140       | Horizontal  | 1 de fevereiro de 2014    | 16 de outubro de 2024   | Inicialmente previsto para ser desligado em 8 de outubro de 2024 |

## Digital
Atualmente estão inclusos canais digitais abertos no sistema DVB-S, DVB-S2, HEVC e NS3. Nas próximas listas estão incluídos apenas os canais decodificados do Brasil presentes nos seguintes satélites:
| SDTV |
| HDTV |
| 1seg |

### Star One D2/C4
- Banda: C, Ku e Ka
- Posição: 70º Oeste

| Polarização | Frequência | Taxa de símbolos | Canal                               | Programação                         | Rádio |
| ----------- | ---------- | ---------------- | ----------------------------------- | ----------------------------------- | --- |
| Banda C     |            |                  |                                     |                                     | |
| Horizontal  | 3744       | 2500             | TV Horizonte                        | Católica                            | Rádio América AM 750 Rádio Cultura AM 830 |
| Horizontal  | 3747       | 5000             | Mux EBC                             | Mux EBC                             | Rádio MEC Rádio Nacional de Brasília Rádio Nacional do Rio de Janeiro Rádio Nacional da Amazônia Nacional FM Nacional FM Recife Rede Nacional de Rádio                                                          |
| Horizontal  | 3747       | 5000             | Canal Gov                           | Governamental                       | Rádio MEC Rádio Nacional de Brasília Rádio Nacional do Rio de Janeiro Rádio Nacional da Amazônia Nacional FM Nacional FM Recife Rede Nacional de Rádio                                                          |
| Horizontal  | 3747       | 5000             | Canal Libras                        | Educativa                           | Rádio MEC Rádio Nacional de Brasília Rádio Nacional do Rio de Janeiro Rádio Nacional da Amazônia Nacional FM Nacional FM Recife Rede Nacional de Rádio                                                          |
| Horizontal  | 3755       | 7500             | Mux EBC                             | Mux EBC                             | |
| Horizontal  | 3755       | 7500             | TV Brasil                           | Governamental                       | |
| Horizontal  | 3755       | 7500             | Canal Gov                           | Governamental                       | |
| Horizontal  | 3755       | 7500             | Canal Educação                      | Educativa                           | |
| Horizontal  | 3755       | 7500             | Canal Saúde                         | Governamental                       | |
| Horizontal  | 3755       | 7500             | TV Brasil                           | Governamental                       | |
| Horizontal  | 3762       | 4166             | Terraviva                           | Agro                                | |
| Vertical    | 3765       | 2500             | Rede Brasil                         | Variada                             | |
| Vertical    | 3767       | 3750             | TV Assembleia MT                    | Legislativa                         | |
| Vertical    | 3772       | 3750             | Canal Rural                         | Agro                                | |
| Vertical    | 3777       | 5000             | Mux Rede Brasil                     | Mux Rede Brasil                     | |
| Vertical    | 3777       | 5000             | RBTV                                | Variada                             | |
| Vertical    | 3777       | 5000             | RBTV                                | Variada                             | |
| Vertical    | 3777       | 5000             | Rede Brasil                         | Variada                             | |
| Vertical    | 3777       | 5000             | Rede Brasil                         | Variada                             | |
| Vertical    | 3816       | 7500             | TV Morena                           | Variada                             | Morena FM |
| Vertical    | 3825       | 7500             | TV Centro América                   | Variada                             | |
| Horizontal  | 3830       | 13333            | Mux Fundação Padre Anchieta         | Mux Fundação Padre Anchieta         | Rádio Cultura Brasil Rádio Cultura FM |
| Horizontal  | 3830       | 13333            | TV Cultura                          | Variada                             | Rádio Cultura Brasil Rádio Cultura FM |
| Horizontal  | 3830       | 13333            | Cultura SP NET                      | Variada                             | Rádio Cultura Brasil Rádio Cultura FM |
| Horizontal  | 3830       | 13333            | TV Rá Tim Bum!                      | Infantil                            | Rádio Cultura Brasil Rádio Cultura FM |
| Horizontal  | 3830       | 13333            | Rede Alesp                          | Legislativa                         | Rádio Cultura Brasil Rádio Cultura FM |
| Horizontal  | 3830       | 13333            | Univesp TV                          | Educativa                           | Rádio Cultura Brasil Rádio Cultura FM |
| Horizontal  | 3830       | 13333            | TV Cultura                          | Variada                             | Rádio Cultura Brasil Rádio Cultura FM |
| Horizontal  | 3830       | 13333            | TV Rá Tim Bum!                      | Infantil                            | Rádio Cultura Brasil Rádio Cultura FM |
| Horizontal  | 3830       | 13333            | TV Cultura                          | Variada                             | Rádio Cultura Brasil Rádio Cultura FM |
| Horizontal  | 3842       | 5000             | Mux Rede Gospel                     | Mux Rede Gospel                     | Gospel FM |
| Horizontal  | 3842       | 5000             | Rede Gospel                         | Evangélica                          | Gospel FM |
| Horizontal  | 3842       | 5000             | Rede Gospel                         | Evangélica                          | Gospel FM |
| Horizontal  | 3846       | 2500             | Mux Boas Novas                      | Mux Boas Novas                      | |
| Horizontal  | 3846       | 2500             | Boas Novas                          | Evangélica                          | |
| Horizontal  | 3846       | 2500             | Boas Novas                          | Evangélica                          | |
| Horizontal  | 3870       | 13750            | Mux Sistema Verdes Mares            | Mux Sistema Verdes Mares            | FM 93 Rádio Verdes Mares Rádio Verdes Mares Cariri Rádio Verdes Mares Norte Rádio Tamoio |
| Vertical    | 3876       | 7500             | Record                              | Variada                             | |
| Vertical    | 3897       | 5000             | RPC Curitiba                        | Variada                             | Mundo Livre FM |
| Vertical    | 3905       | 7500             | Mux RBS TV Porto Alegre             | Mux RBS TV Porto Alegre             | Rádio Gaúcha |
| Horizontal  | 3908       | 11250            | Mux Rede Educativa MS               | Mux Rede Educativa MS               | Rádio Educativa FM MS |
| Horizontal  | 3908       | 11250            | Canal Gov                           | Governamental                       | Rádio Educativa FM MS |
| Horizontal  | 3908       | 11250            | Rede Educativa MS                   | Educativa                           | Rádio Educativa FM MS |
| Horizontal  | 3908       | 11250            | TV Educativa MS                     | Educativa                           | Rádio Educativa FM MS |
| Horizontal  | 3908       | 11250            | TV Educativa MS                     | Educativa                           | Rádio Educativa FM MS |
| Horizontal  | 3920       | 4780             | Mux TV Guararapes                   | Mux TV Guararapes                   | |
| Horizontal  | 3920       | 4780             | TV Guararapes                       | Variada                             | |
| Horizontal  | 3920       | 4780             | TV Guararapes                       | Variada                             | |
| Horizontal  | 3926       | 3328             | Mux TV Justiça                      | Mux TV Justiça                      | Rádio Justiça |
| Horizontal  | 3926       | 3328             | TV Justiça                          | Governamental                       | Rádio Justiça |
| Horizontal  | 3926       | 3328             | TV Justiça                          | Governamental                       | Rádio Justiça |
| Vertical    | 3926       | 5000             | EPTV Sul de Minas                   | Variada                             | |
| Horizontal  | 3931       | 3542             | Mux Rede Legislativa de Rádio e TV  | Mux Rede Legislativa de Rádio e TV  | Rádio Câmara Rádio Senado |
| Horizontal  | 3931       | 3542             | TV Câmara                           | Legislativa                         | Rádio Câmara Rádio Senado |
| Horizontal  | 3931       | 3542             | TV Câmara                           | Legislativa                         | Rádio Câmara Rádio Senado |
| Horizontal  | 3931       | 3542             | Rádio Câmara TV                     | Legislativa                         | Rádio Câmara Rádio Senado |
| Horizontal  | 3931       | 3542             | TV Senado                           | Legislativa                         | Rádio Câmara Rádio Senado |
| Horizontal  | 3931       | 3542             | TV Senado                           | Legislativa                         | Rádio Câmara Rádio Senado |
| Horizontal  | 3935       | 3750             | Mux Rede Legislativa de Rádio e TV  | Mux Rede Legislativa de Rádio e TV  | Rádio Senado |
| Horizontal  | 3935       | 3750             | TV Senado                           | Legislativa                         | Rádio Senado |
| Horizontal  | 3935       | 3750             | TV Senado                           | Legislativa                         | Rádio Senado |
| Horizontal  | 3935       | 3750             | TV Câmara                           | Legislativa                         | Rádio Senado |
| Vertical    | 3947       | 17500            | Mux Globo                           | Mux Globo                           | |
| Vertical    | 3947       | 17500            | Futura                              | Variada                             | |
| Vertical    | 3947       | 17500            | TV Globo Minas                      | Variada                             | |
| Vertical    | 3947       | 17500            | TV Globo Pernambuco                 | Variada                             | |
| Horizontal  | 3949       | 2916             | TV Jovem Pan News                   | Notícias                            | Rádio Classic Pan Rádio Jovem Pan Rádio Jovem Pan News |
| Horizontal  | 3955       | 4400             | TV Ceará                            | Governamental                       | |
| Horizontal  | 3959       | 1875             | SBN                                 | Evangélica                          | |
| Horizontal  | 3965       | 7500             | MUX Grupo Mirante                   | MUX Grupo Mirante                   | Rádio Mirante AM Rádio Mirante FM |
| Horizontal  | 3965       | 7500             | TV Mirante Educação                 | Educativa                           | Rádio Mirante AM Rádio Mirante FM |
| Horizontal  | 3965       | 7500             | TV Mirante São Luís                 | Variada                             | Rádio Mirante AM Rádio Mirante FM |
| Vertical    | 3969       | 1852             | TV Assembleia CE                    | Legislativa                         | |
| Vertical    | 3974       | 3333             | Canal do Criador                    | Agro                                | |
| Horizontal  | 3975       | 3750             | Mux Rede Século 21                  | Mux Rede Século 21                  | |
| Horizontal  | 3975       | 3750             | Rede Século 21                      | Católica                            | |
| Horizontal  | 3975       | 3750             | Rede Século 21                      | Católica                            | |
| Vertical    | 3983       | 4573             | Mux Rede Aparecida de Comunicação   | Mux Rede Aparecida de Comunicação   | |
| Vertical    | 3983       | 4573             | TV Aparecida                        | Católica                            | |
| Vertical    | 3983       | 4573             | TV Aparecida                        | Católica                            | |
| Horizontal  | 3990       | 7400             | Band São Paulo                      | Variada                             | |
| Horizontal  | 3993       | 12416            | Mux SBA                             | Mux SBA                             | |
| Horizontal  | 3993       | 12416            | Canal do Boi                        | Agro                                | |
| Horizontal  | 3993       | 12416            | Agro Canal                          | Agro                                | |
| Horizontal  | 3993       | 12416            | Canal do Boi                        | Agro                                | |
| Horizontal  | 3993       | 12416            | Agro Canal                          | Agro                                | |
| Vertical    | 4025       | 7141             | SBT                                 | Variada                             | |
| Vertical    | 4046       | 7500             | TV Educativa do Pará                | Educativa                           | |
| Horizontal  | 4052       | 3734             | Mux Record News                     | Mux Record News                     | |
| Horizontal  | 4052       | 3734             | Record News                         | Notícias                            | |
| Horizontal  | 4052       | 3734             | Record News                         | Notícias                            | |
| Horizontal  | 4056       | 3750             | Mux TV Paraná Turismo               | Mux TV Paraná Turismo               | Rádio Paraná Educativa AM |
| Horizontal  | 4056       | 3750             | TV Paraná Turismo                   | Educativa                           | Rádio Paraná Educativa AM |
| Horizontal  | 4056       | 3750             | TV Paraná Turismo                   | Educativa                           | Rádio Paraná Educativa AM |
| Vertical    | 4056       | 5833             | Mux TV Canção Nova                  | Mux TV Canção Nova                  | |
| Vertical    | 4056       | 5833             | TV Canção Nova                      | Católica                            | |
| Vertical    | 4056       | 5833             | TV Canção Nova                      | Católica                            | |
| Horizontal  | 4075       | 20083            | Mux Box Brazil                      | Mux Box Brazil                      | Rádio Box |
| Horizontal  | 4075       | 20083            | Box Brazil Play                     | Variada                             | Rádio Box |
| Horizontal  | 4075       | 20083            | Box Kids TV HD                      | Infantil                            | Rádio Box |
| Horizontal  | 4075       | 20083            | FashionTV Brazil HD                 | Variada                             | Rádio Box |
| Horizontal  | 4075       | 20083            | Markket HD                          | Variada                             | Rádio Box |
| Horizontal  | 4075       | 20083            | Music Box Brazil                    | Música                              | Rádio Box |
| Horizontal  | 4075       | 20083            | Music Box Brazil HD                 | Música                              | Rádio Box |
| Horizontal  | 4075       | 20083            | Prime Box Brazil                    | Filme                               | Rádio Box |
| Horizontal  | 4075       | 20083            | Prime Box Brazil HD                 | Filme                               | Rádio Box |
| Horizontal  | 4075       | 20083            | Rede RS HD                          | Variada                             | Rádio Box |
| Horizontal  | 4075       | 20083            | Travel Box Brazil HD                | Turismo                             | Rádio Box |
| Vertical    | 4086       | 4400             | Canal Saúde                         | Governamental                       | |
| Vertical    | 4094       | 11430            | Mux Rede Minas                      | Mux Rede Minas                      | Radio Inconfidência AM Rádio Inconfidência FM |
| Vertical    | 4094       | 11430            | Rede Minas                          | Variada                             | Radio Inconfidência AM Rádio Inconfidência FM |
| Vertical    | 4094       | 11430            | Rede Minas                          | Variada                             | Radio Inconfidência AM Rádio Inconfidência FM |
| Vertical    | 4094       | 11430            | Educa 01                            | Educativa                           | Radio Inconfidência AM Rádio Inconfidência FM |
| Vertical    | 4094       | 11430            | Educa 02                            | Educativa                           | Radio Inconfidência AM Rádio Inconfidência FM |
| Vertical    | 4094       | 11430            | Educa 03                            | Educativa                           | Radio Inconfidência AM Rádio Inconfidência FM |
| Vertical    | 4095       | 5000             | Mux Rede Evangelizar de Comunicação | Mux Rede Evangelizar de Comunicação | Rádio Evangelizar AM Rádio Evangelizar FM Rádio Evangelizar Easy FM |
| Vertical    | 4095       | 5000             | TV Evangelizar                      | Variada                             | Rádio Evangelizar AM Rádio Evangelizar FM Rádio Evangelizar Easy FM |
| Vertical    | 4095       | 5000             | TV Evangelizar                      | Variada                             | Rádio Evangelizar AM Rádio Evangelizar FM Rádio Evangelizar Easy FM |
| Horizontal  | 4105       | 4800             | TV Pai Eterno                       | Católica                            | |
| Vertical    | 4105       | 3200             | TV Verdade                          | Evangélica                          | |
| Vertical    | 4115       | 5000             | Mux Redevida                        | Mux Redevida                        | |
| Vertical    | 4115       | 5000             | Redevida                            | Católica                            | |
| Vertical    | 4115       | 5000             | Redevida Educação                   | Educativa                           | |
| Vertical    | 4115       | 5000             | Redevida Mais                       | Educativa                           | |
| Vertical    | 4115       | 5000             | Redevida                            | Católica                            | |
| Vertical    | 4123       | 5000             | Mux CNT                             | Mux CNT                             | |
| Vertical    | 4123       | 5000             | CNT                                 | Variada                             | |
| Vertical    | 4123       | 5000             | CNT                                 | Variada                             | |
| Horizontal  | 4130       | 3333             | Mux TV Assembleia AM                | Mux TV Assembleia AM                | |
| Horizontal  | 4130       | 3333             | TV Assembleia AM                    | Legislativa                         | |
| Horizontal  | 4130       | 3333             | TV Assembleia AM                    | Legislativa                         | |
| Horizontal  | 4136       | 3750             | Mux TV Brasil Central               | Mux TV Brasil Central               | Rádio Brasil Central AM Rádio Brasil Central FM |
| Horizontal  | 4136       | 3750             | TV Brasil Central                   | Variada                             | Rádio Brasil Central AM Rádio Brasil Central FM |
| Horizontal  | 4136       | 3750             | TV Brasil Central                   | Variada                             | Rádio Brasil Central AM Rádio Brasil Central FM |
| Vertical    | 4154       | 7500             | Mux RedeTV!                         | Mux RedeTV!                         | |
| Vertical    | 4154       | 7500             | RedeTV!                             | Variada                             | |
| Vertical    | 4154       | 7500             | RedeTV!                             | Variada                             | |
| Vertical    | 4154       | 7500             | RedeTV!                             | Variada                             | |
| Vertical    | 4154       | 7500             | RedeTV!                             | Variada                             | |
| Banda Ku    |            |                  |                                     |                                     | |
| Vertical    | 11720      | 29900            | Mux Migração TVRO\|Ku               | Mux Migração TVRO\|Ku               | Rádio Cultura Brasil Rádio Cultura FM Rádio Imaculada Rádio Paraná Educativa FM |
| Vertical    | 11720      | 29900            | TV Imaculada                        | Católica                            | Rádio Cultura Brasil Rádio Cultura FM Rádio Imaculada Rádio Paraná Educativa FM |
| Vertical    | 11720      | 29900            | TV Paraná Turismo                   | Variada                             | Rádio Cultura Brasil Rádio Cultura FM Rádio Imaculada Rádio Paraná Educativa FM |
| Horizontal  | 11740      | 29900            | Mux Migração TVRO\|Ku               | Mux Migração TVRO\|Ku               | Meio Norte FM Novabrasil FM Nery FM Ótima FM Rádio Aparecida FM Rádio Boa Nova Rádio Isfm FM Rádio Maanaim Rádio Melphis FM Rádio Mensageiros da Paz Rádio Redevida FM Rádio Saudade FM Rádio Verdes Campos Sat |
| Horizontal  | 11740      | 29900            | Auto Mais TV                        | Automobilística                     | Meio Norte FM Novabrasil FM Nery FM Ótima FM Rádio Aparecida FM Rádio Boa Nova Rádio Isfm FM Rádio Maanaim Rádio Melphis FM Rádio Mensageiros da Paz Rádio Redevida FM Rádio Saudade FM Rádio Verdes Campos Sat |
| Horizontal  | 11740      | 29900            | CNN Brasil                          | Notícias                            | Meio Norte FM Novabrasil FM Nery FM Ótima FM Rádio Aparecida FM Rádio Boa Nova Rádio Isfm FM Rádio Maanaim Rádio Melphis FM Rádio Mensageiros da Paz Rádio Redevida FM Rádio Saudade FM Rádio Verdes Campos Sat |
| Horizontal  | 11740      | 29900            | F11 TV                              | Variada                             | Meio Norte FM Novabrasil FM Nery FM Ótima FM Rádio Aparecida FM Rádio Boa Nova Rádio Isfm FM Rádio Maanaim Rádio Melphis FM Rádio Mensageiros da Paz Rádio Redevida FM Rádio Saudade FM Rádio Verdes Campos Sat |
| Horizontal  | 11740      | 29900            | ISTV                                | Variada                             | Meio Norte FM Novabrasil FM Nery FM Ótima FM Rádio Aparecida FM Rádio Boa Nova Rádio Isfm FM Rádio Maanaim Rádio Melphis FM Rádio Mensageiros da Paz Rádio Redevida FM Rádio Saudade FM Rádio Verdes Campos Sat |
| Horizontal  | 11740      | 29900            | Polishop TV                         | Promocional                         | Meio Norte FM Novabrasil FM Nery FM Ótima FM Rádio Aparecida FM Rádio Boa Nova Rádio Isfm FM Rádio Maanaim Rádio Melphis FM Rádio Mensageiros da Paz Rádio Redevida FM Rádio Saudade FM Rádio Verdes Campos Sat |
| Horizontal  | 11740      | 29900            | RBTV                                | Variada                             | Meio Norte FM Novabrasil FM Nery FM Ótima FM Rádio Aparecida FM Rádio Boa Nova Rádio Isfm FM Rádio Maanaim Rádio Melphis FM Rádio Mensageiros da Paz Rádio Redevida FM Rádio Saudade FM Rádio Verdes Campos Sat |
| Horizontal  | 11740      | 29900            | Rede Brasil                         | Variada                             | Meio Norte FM Novabrasil FM Nery FM Ótima FM Rádio Aparecida FM Rádio Boa Nova Rádio Isfm FM Rádio Maanaim Rádio Melphis FM Rádio Mensageiros da Paz Rádio Redevida FM Rádio Saudade FM Rádio Verdes Campos Sat |
| Horizontal  | 11740      | 29900            | Redevida Educação                   | Educativa                           | Meio Norte FM Novabrasil FM Nery FM Ótima FM Rádio Aparecida FM Rádio Boa Nova Rádio Isfm FM Rádio Maanaim Rádio Melphis FM Rádio Mensageiros da Paz Rádio Redevida FM Rádio Saudade FM Rádio Verdes Campos Sat |
| Horizontal  | 11740      | 29900            | Redevida Mais                       | Educativa                           | Meio Norte FM Novabrasil FM Nery FM Ótima FM Rádio Aparecida FM Rádio Boa Nova Rádio Isfm FM Rádio Maanaim Rádio Melphis FM Rádio Mensageiros da Paz Rádio Redevida FM Rádio Saudade FM Rádio Verdes Campos Sat |
| Horizontal  | 11740      | 29900            | RIT                                 | Evangélica                          | Meio Norte FM Novabrasil FM Nery FM Ótima FM Rádio Aparecida FM Rádio Boa Nova Rádio Isfm FM Rádio Maanaim Rádio Melphis FM Rádio Mensageiros da Paz Rádio Redevida FM Rádio Saudade FM Rádio Verdes Campos Sat |
| Horizontal  | 11740      | 29900            | TV Aparecida                        | Católica                            | Meio Norte FM Novabrasil FM Nery FM Ótima FM Rádio Aparecida FM Rádio Boa Nova Rádio Isfm FM Rádio Maanaim Rádio Melphis FM Rádio Mensageiros da Paz Rádio Redevida FM Rádio Saudade FM Rádio Verdes Campos Sat |
| Horizontal  | 11740      | 29900            | TV Cultura                          | Variada                             | Meio Norte FM Novabrasil FM Nery FM Ótima FM Rádio Aparecida FM Rádio Boa Nova Rádio Isfm FM Rádio Maanaim Rádio Melphis FM Rádio Mensageiros da Paz Rádio Redevida FM Rádio Saudade FM Rádio Verdes Campos Sat |
| Horizontal  | 11740      | 29900            | TV Mundo Maior                      | Espírita                            | Meio Norte FM Novabrasil FM Nery FM Ótima FM Rádio Aparecida FM Rádio Boa Nova Rádio Isfm FM Rádio Maanaim Rádio Melphis FM Rádio Mensageiros da Paz Rádio Redevida FM Rádio Saudade FM Rádio Verdes Campos Sat |
| Horizontal  | 11740      | 29900            | TV Padre Cícero                     | Variada                             | Meio Norte FM Novabrasil FM Nery FM Ótima FM Rádio Aparecida FM Rádio Boa Nova Rádio Isfm FM Rádio Maanaim Rádio Melphis FM Rádio Mensageiros da Paz Rádio Redevida FM Rádio Saudade FM Rádio Verdes Campos Sat |
| Horizontal  | 11740      | 29900            | TV Templo                           | Evangélica                          | Meio Norte FM Novabrasil FM Nery FM Ótima FM Rádio Aparecida FM Rádio Boa Nova Rádio Isfm FM Rádio Maanaim Rádio Melphis FM Rádio Mensageiros da Paz Rádio Redevida FM Rádio Saudade FM Rádio Verdes Campos Sat |
| Horizontal  | 11780      | 29900            | Mux Migração TVRO\|Ku               | Mux Migração TVRO\|Ku               | |
| Horizontal  | 11780      | 29900            | Canal UOL                           | Notícias                            | |
| Horizontal  | 11780      | 29900            | Igreja Cristã Maranata              | Evangélica                          | |
| Horizontal  | 11780      | 29900            | Masper TV                           | Variada                             | |
| Horizontal  | 11780      | 29900            | PlayTV                              | Variada                             | |
| Horizontal  | 11780      | 29900            | PT Sat                              | Partidária                          | |
| Horizontal  | 11780      | 29900            | Rede Meio                           | Variada                             | |
| Horizontal  | 11780      | 29900            | SBN                                 | Evangélica                          | |
| Horizontal  | 11780      | 29900            | TV Atual                            | Notícias                            | |
| Horizontal  | 11780      | 29900            | TV Maná Brasil                      | Evangélica                          | |
| Horizontal  | 11780      | 29900            | TV MilAgro Brasil                   | Agro                                | |
| Horizontal  | 11780      | 29900            | TV Verdade                          | Evangélica                          | |
| Horizontal  | 11780      | 29900            | Ultrafarma TV                       | Promocional                         | |
| Horizontal  | 11780      | 29900            | Vivax TV                            | Variada                             | |
| Horizontal  | 11780      | 29900            | Ypê TV                              | Variada                             | |
| Horizontal  | 11820      | 29900            | Mux Migração TVRO\|Ku               | Mux Migração TVRO\|Ku               | Rádio Câmara |
| Horizontal  | 11820      | 29900            | TV Câmara                           | Legislativa                         | Rádio Câmara |
| Horizontal  | 11860      | 29900            | Mux Migração TVRO\|Ku               | Mux Migração TVRO\|Ku               | |
| Horizontal  | 11860      | 29900            | BRTVMAX                             | Variada                             | |
| Horizontal  | 11860      | 29900            | IMPD TV                             | Evangélica                          | |
| Horizontal  | 11860      | 29900            | Melphis TV                          | Variada                             | |
| Horizontal  | 11860      | 29900            | RFTV                                | Variada                             | |
| Horizontal  | 11860      | 29900            | Times Brasil CNBC                   | Notícias                            | |
| Horizontal  | 11860      | 29900            | TVE Bahia                           | Variada                             | |
| Horizontal  | 11900      | 29900            | Mux Migração TVRO\|Ku               | Mux Migração TVRO\|Ku               | Rádio Canção Nova FM |
| Horizontal  | 11900      | 29900            | RBI TV                              | Variada                             | Rádio Canção Nova FM |
| Horizontal  | 11900      | 29900            | TV Assembleia MG                    | Legislativa                         | Rádio Canção Nova FM |
| Horizontal  | 11900      | 29900            | TVD News                            | Notícias                            | Rádio Canção Nova FM |
| Horizontal  | 11900      | 29900            | TV dos Trabalhadores                | Variada                             | Rádio Canção Nova FM |
| Horizontal  | 11900      | 29900            | UMA TV                              | Variada                             | Rádio Canção Nova FM |
| Horizontal  | 11940      | 29900            | Mux Migração TVRO\|Ku               | Mux Migração TVRO\|Ku               | Rádio Evangelizar |
| Horizontal  | 11940      | 29900            | CNT Curitiba                        | Variada                             | Rádio Evangelizar |
| Horizontal  | 11940      | 29900            | CNT Rio                             | Variada                             | Rádio Evangelizar |
| Horizontal  | 11940      | 29900            | Rede 21                             | Evangélica                          | Rádio Evangelizar |
| Horizontal  | 11940      | 29900            | Terraviva                           | Agro                                | Rádio Evangelizar |
| Horizontal  | 11940      | 29900            | TV Evangelizar                      | Católica                            | Rádio Evangelizar |
| Horizontal  | 11940      | 29900            | TV Gazeta                           | Variada                             | Rádio Evangelizar |
| Horizontal  | 11940      | 29900            | TV Jovem Pan News                   | Notícias                            | Rádio Evangelizar |
| Horizontal  | 11940      | 29900            | TV Pai Eterno                       | Católica                            | Rádio Evangelizar |
| Vertical    | 12000      | 29900            | Mux Migração TVRO\|Ku               | Mux Migração TVRO\|Ku               | Band FM BandNews FM Evangelizar FM FM 93 Nativa FM Rádio Bandeirantes Rádio Gospel Rádio Novo Tempo Rádio Super Rádio Verdes Mares                                                                              |
| Vertical    | 12000      | 29900            | Agro Canal                          | Agro                                | Band FM BandNews FM Evangelizar FM FM 93 Nativa FM Rádio Bandeirantes Rádio Gospel Rádio Novo Tempo Rádio Super Rádio Verdes Mares                                                                              |
| Vertical    | 12000      | 29900            | Boa Vontade TV                      | Evangélica                          | Band FM BandNews FM Evangelizar FM FM 93 Nativa FM Rádio Bandeirantes Rádio Gospel Rádio Novo Tempo Rádio Super Rádio Verdes Mares                                                                              |
| Vertical    | 12000      | 29900            | Canal do Boi                        | Agro                                | Band FM BandNews FM Evangelizar FM FM 93 Nativa FM Rádio Bandeirantes Rádio Gospel Rádio Novo Tempo Rádio Super Rádio Verdes Mares                                                                              |
| Vertical    | 12000      | 29900            | Canal do Criador                    | Agro                                | Band FM BandNews FM Evangelizar FM FM 93 Nativa FM Rádio Bandeirantes Rádio Gospel Rádio Novo Tempo Rádio Super Rádio Verdes Mares                                                                              |
| Vertical    | 12000      | 29900            | Canal Rural                         | Agro                                | Band FM BandNews FM Evangelizar FM FM 93 Nativa FM Rádio Bandeirantes Rádio Gospel Rádio Novo Tempo Rádio Super Rádio Verdes Mares                                                                              |
| Vertical    | 12000      | 29900            | Gazin TV                            | Promocional                         | Band FM BandNews FM Evangelizar FM FM 93 Nativa FM Rádio Bandeirantes Rádio Gospel Rádio Novo Tempo Rádio Super Rádio Verdes Mares                                                                              |
| Vertical    | 12000      | 29900            | Rede Gospel                         | Evangélica                          | Band FM BandNews FM Evangelizar FM FM 93 Nativa FM Rádio Bandeirantes Rádio Gospel Rádio Novo Tempo Rádio Super Rádio Verdes Mares                                                                              |
| Vertical    | 12000      | 29900            | Rede Super                          | Evangélica                          | Band FM BandNews FM Evangelizar FM FM 93 Nativa FM Rádio Bandeirantes Rádio Gospel Rádio Novo Tempo Rádio Super Rádio Verdes Mares                                                                              |
| Vertical    | 12120      | 29900            | Mux Migração TVRO\|Ku               | Mux Migração TVRO\|Ku               | |
| Vertical    | 12120      | 29900            | Xsports                             | Esportiva                           | |
| Vertical    | 12120      | 29900            | Record News                         | Notícias                            | |
| Vertical    | 12120      | 29900            | RedeTV!                             | Variada                             | |
| Vertical    | 12120      | 29900            | Redevida                            | Católica                            | |
| Vertical    | 12120      | 29900            | TV Canção Nova                      | Católica                            | |
| Vertical    | 12120      | 29900            | TV Novo Tempo                       | Evangélica                          | |
| Vertical    | 12120      | 29900            | TV Horizonte                        | Católica                            | |
| Horizontal  | 12340      | 29900            | Canal Claro TV                      | Promocional                         | |
| Horizontal  | 12580      | 29900            | Mux Claro TV                        | Mux Claro TV                        | |
| Horizontal  | 12580      | 29900            | Canal Claro TV                      | Promocional                         | |
| Horizontal  | 12580      | 29900            | Canal Gov                           | Governamental                       | |
| Horizontal  | 12580      | 29900            | TV Brasil                           | Governamental                       | |
| Horizontal  | 12580      | 29900            | TV Câmara                           | Legislativa                         | |
| Horizontal  | 12580      | 29900            | TV Justiça                          | Governamental                       | |
| Horizontal  | 12580      | 29900            | TV Senado                           | Legislativa                         | |
| Vertical    | 12600      | 29900            | NOW                                 | Promocional                         | |

### Star One C3
- Banda: C e Ku
- Posição: 75º Oeste

| Polarização | Frequência | Taxa de símbolos | Canal                                 | Programação                           | Rádio |
| ----------- | ---------- | ---------------- | ------------------------------------- | ------------------------------------- | --- |
| Banda C     |            |                  |                                       |                                       | |
| Horizontal  | 3723       | 3750             | Mux Rede Calderaro de Comunicação     | Mux Rede Calderaro de Comunicação     | FM O Dia |
| Horizontal  | 3723       | 3750             | TV A Crítica                          | Variada                               | FM O Dia |
| Horizontal  | 3723       | 3750             | TV A Crítica                          | Variada                               | FM O Dia |
| Horizontal  | 3760       | 11275            | Mux Rede Bahia                        | Mux Rede Bahia                        | Bahia FM GFM Salvador Jovem Pan FM Salvador |
| Vertical    | 3765       | 4166             | TV Jangadeiro                         | Variada                               | Jangadeiro BandNews FM Jangadeiro FM Fortaleza Rede Jangadeiro FM |
| Horizontal  | 3767       | 2080             | Fonte TV                              | Evangélica                            | |
| Vertical    | 3771       | 4166             | TV Vila Real                          | Variada                               | Cultura FM Cuiabá Gazeta FM Cuiabá Vila Real FM |
| Horizontal  | 3776       | 4686             | Mux Rede Mais Família                 | Mux Rede Mais Família                 | |
| Horizontal  | 3776       | 4686             | Boas Novas                            | Evangélica                            | |
| Horizontal  | 3776       | 4686             | Rede Mais Família                     | Variada                               | |
| Horizontal  | 3776       | 4686             | Rede Mais Família                     | Variada                               | |
| Horizontal  | 3793       | 3333             | TV Cidade Verde Cuiabá                | Variada                               | Baixada FM 92.3 |
| Horizontal  | 3798       | 3600             | TV Turfe                              | Esportiva                             | |
| Horizontal  | 3804       | 4340             | TV Jockey Club de São Paulo           | Esportiva                             | |
| Vertical    | 3820       | 30000            | Mux                                   | Mux                                   | |
| Vertical    | 3820       | 30000            | Cinebrasil TV                         | Variada                               | |
| Vertical    | 3820       | 30000            | Boas Novas                            | Evangélica                            | |
| Horizontal  | 3825       | 4584             | Mux TV Sergipe                        | Mux TV Sergipe                        | |
| Horizontal  | 3825       | 4584             | TV Sergipe                            | Variada                               | |
| Vertical    | 3844       | 5000             | Mux RBI                               | Mux RBI                               | |
| Vertical    | 3844       | 5000             | RBI TV                                | Evangélica                            | |
| Vertical    | 3844       | 5000             | RBI                                   | Evangélica                            | |
| Horizontal  | 3854       | 4583             | Mux Organização Arnon de Mello        | Mux Organização Arnon de Mello        | 98 FM Gazeta FM |
| Horizontal  | 3855       | 7500             | Mux Grupo Bandeirantes de Comunicação | Mux Grupo Bandeirantes de Comunicação | Band FM Canal Voz Nativa FM Rádio Bandeirantes Play FM |
| Horizontal  | 3855       | 7500             | Rede 21                               | Variada                               | Band FM Canal Voz Nativa FM Rádio Bandeirantes Play FM |
| Horizontal  | 3855       | 7500             | Rede 21                               | Variada                               | Band FM Canal Voz Nativa FM Rádio Bandeirantes Play FM |
| Vertical    | 3858       | 3750             | TH+ SBT Vale                          | Variada                               | |
| Vertical    | 3868       | 4833             | Mux Boa Vontade TV                    | Mux Boa Vontade TV                    | Super Rede Boa Vontade de Rádio |
| Vertical    | 3868       | 4833             | Boa Vontade TV                        | Variada                               | Super Rede Boa Vontade de Rádio |
| Vertical    | 3868       | 4833             | Boa Vontade TV                        | Variada                               | Super Rede Boa Vontade de Rádio |
| Horizontal  | 3872       | 5000             | Mux CNT Rio de Janeiro                | Mux CNT Rio de Janeiro                | |
| Horizontal  | 3872       | 5000             | CNT Rio                               | Variada                               | |
| Horizontal  | 3872       | 5000             | CNT Rio                               | Variada                               | |
| Vertical    | 3876       | 2500             | Mux Grupo SIC                         | Mux Grupo SIC                         | Parecis FM |
| Vertical    | 3876       | 2500             | SIC TV                                | Variada                               | Parecis FM |
| Vertical    | 3876       | 2500             | SIC TV                                | Variada                               | Parecis FM |
| Horizontal  | 3883       | 5833             | Mux TV Gazeta                         | Mux TV Gazeta                         | |
| Horizontal  | 3883       | 5833             | TV Gazeta                             | Variada                               | |
| Horizontal  | 3883       | 5833             | TV Gazeta                             | Variada                               | |
| Horizontal  | 3887       | 0740             | Mux Fundação Cultural Riograndense    | Mux Fundação Cultural Riograndense    | Rede Maisnova FM Tua Rádio |
| Horizontal  | 3895       | 5000             | SBT Interior RJ                       | Variada                               | |
| Horizontal  | 3910       | 3750             | TV Sucesso                            | Variada                               | |
| Vertical    | 3910       | 3750             | Mux TH+ Record Campinas               | Mux TH+ Record Campinas               | |
| Vertical    | 3910       | 3750             | TH+ Record Campinas                   | Variada                               | |
| Vertical    | 3910       | 3750             | TH+ Record Campinas                   | Variada                               | |
| Horizontal  | 3915       | 3750             | TV Sucesso Interior                   | Variada                               | |
| Horizontal  | 3927       | 17500            | Mux Rede Matogrossense de Comunicação | Mux Rede Matogrossense de Comunicação | |
| Horizontal  | 3927       | 17500            | TV Centro América Sul                 | Variada                               | |
| Horizontal  | 3927       | 17500            | TV Centro América Norte               | Variada                               | |
| Horizontal  | 3927       | 17500            | TV Morena Ponta Porã                  | Variada                               | |
| Vertical    | 3932       | 7500             | SescTV                                | Educativa                             | |
| Vertical    | 3943       | 3750             | TV Aratu                              | Variada                               | |
| Vertical    | 3954       | 6666             | Mux Rede Aparecida de Comunicação     | Mux Rede Aparecida de Comunicação     | Rádio Aparecida |
| Vertical    | 3954       | 6666             | TV Aparecida                          | Católica                              | Rádio Aparecida |
| Vertical    | 3954       | 6666             | TV Aparecida                          | Católica                              | Rádio Aparecida |
| Vertical    | 3983       | 3750             | Band Amazonas                         | Variada                               | |
| Vertical    | 3988       | 3750             | Band Bahia                            | Variada                               | |
| Vertical    | 4045       | 0651             | ----                                  | ----                                  | CCR FM |
| Vertical    | 4062       | 17000            | Mux TV Canção Nova                    | Mux TV Canção Nova                    | Rádio Canção Nova AM Rádio Canção Nova Caçapava Rádio Canção Nova FM Rádio Canção Nova Rio de Janeiro Rádio Canção Nova Serviço Rádio Canção Nova São José dos Campos |
| Vertical    | 4062       | 17000            | TV Canção Nova Cachoeira Paulista     | Católica                              | Rádio Canção Nova AM Rádio Canção Nova Caçapava Rádio Canção Nova FM Rádio Canção Nova Rio de Janeiro Rádio Canção Nova Serviço Rádio Canção Nova São José dos Campos |
| Vertical    | 4062       | 17000            | TV Canção Nova Cachoeira Paulista     | Católica                              | Rádio Canção Nova AM Rádio Canção Nova Caçapava Rádio Canção Nova FM Rádio Canção Nova Rio de Janeiro Rádio Canção Nova Serviço Rádio Canção Nova São José dos Campos |
| Vertical    | 4062       | 17000            | TV Canção Nova MG                     | Católica                              | Rádio Canção Nova AM Rádio Canção Nova Caçapava Rádio Canção Nova FM Rádio Canção Nova Rio de Janeiro Rádio Canção Nova Serviço Rádio Canção Nova São José dos Campos |
| Vertical    | 4062       | 17000            | TV Canção Nova MG                     | Católica                              | Rádio Canção Nova AM Rádio Canção Nova Caçapava Rádio Canção Nova FM Rádio Canção Nova Rio de Janeiro Rádio Canção Nova Serviço Rádio Canção Nova São José dos Campos |
| Vertical    | 4062       | 17000            | TV Canção Nova Internacional          | Católica                              | Rádio Canção Nova AM Rádio Canção Nova Caçapava Rádio Canção Nova FM Rádio Canção Nova Rio de Janeiro Rádio Canção Nova Serviço Rádio Canção Nova São José dos Campos |
| Vertical    | 4062       | 17000            | TV Canção Nova Internacional          | Católica                              | Rádio Canção Nova AM Rádio Canção Nova Caçapava Rádio Canção Nova FM Rádio Canção Nova Rio de Janeiro Rádio Canção Nova Serviço Rádio Canção Nova São José dos Campos |
| Vertical    | 4062       | 17000            | TV Canção Nova                        | Católica                              | Rádio Canção Nova AM Rádio Canção Nova Caçapava Rádio Canção Nova FM Rádio Canção Nova Rio de Janeiro Rádio Canção Nova Serviço Rádio Canção Nova São José dos Campos |
| Vertical    | 4062       | 17000            | TV Canção Nova                        | Católica                              | Rádio Canção Nova AM Rádio Canção Nova Caçapava Rádio Canção Nova FM Rádio Canção Nova Rio de Janeiro Rádio Canção Nova Serviço Rádio Canção Nova São José dos Campos |
| Vertical    | 4062       | 17000            | TV Canção Nova RS                     | Católica                              | Rádio Canção Nova AM Rádio Canção Nova Caçapava Rádio Canção Nova FM Rádio Canção Nova Rio de Janeiro Rádio Canção Nova Serviço Rádio Canção Nova São José dos Campos |
| Vertical    | 4062       | 17000            | TV Canção Nova RS                     | Católica                              | Rádio Canção Nova AM Rádio Canção Nova Caçapava Rádio Canção Nova FM Rádio Canção Nova Rio de Janeiro Rádio Canção Nova Serviço Rádio Canção Nova São José dos Campos |
| Horizontal  | 4066       | 3750             | Band Paulista                         | Variada                               | |
| Horizontal  | 4070       | 3750             | Band Minas                            | Variada                               | |
| Horizontal  | 4074       | 3750             | Band Rio Interior                     | Variada                               | |
| Horizontal  | 4078       | 3750             | Band Paraná                           | Variada                               | |
| Horizontal  | 4082       | 3633             | Band Mais                             | Variada                               | |
| Horizontal  | 4120       | 25830            | Mux Grupo Bandeirantes de Comunicação | Mux Grupo Bandeirantes de Comunicação | Band FM Nativa FM Rádio Bandeirantes BandNews FM Play FM |
| Horizontal  | 4120       | 25830            | Terraviva                             | Agro                                  | Band FM Nativa FM Rádio Bandeirantes BandNews FM Play FM |
| Horizontal  | 4120       | 25830            | Fish TV                               | Esportiva                             | Band FM Nativa FM Rádio Bandeirantes BandNews FM Play FM |
| Horizontal  | 4120       | 25830            | Fish TV                               | Esportiva                             | Band FM Nativa FM Rádio Bandeirantes BandNews FM Play FM |
| Vertical    | 4125       | 3750             | Band RS                               | Variada                               | BandNews FM Porto Alegre Rádio Bandeirantes Porto Alegre |
| Vertical    | 4135       | 12500            | Mux InterTV                           | Mux InterTV                           | |
| Vertical    | 4135       | 12500            | InterTV dos Vales                     | Variada                               | |
| Vertical    | 4135       | 12500            | InterTV Grande Minas                  | Variada                               | |
| Vertical    | 4135       | 12500            | InterTV Serra+Mar                     | Variada                               | |
| Vertical    | 4153       | 7500             | Mux EBC                               | Mux EBC                               | |
| Vertical    | 4153       | 7500             | TV Brasil                             | Governamental                         | |
| Vertical    | 4153       | 7500             | TV Brasil Internacional               | Governamental                         | |
| Vertical    | 4153       | 7500             | Canal Educação                        | Educativa                             | |
| Vertical    | 4153       | 7500             | TV Brasil                             | Governamental                         | |

### Star One D1
- Banda: C, Ku e Ka
- Posição: 84º Oeste

| Polarização | Frequência | Taxa de símbolos | Canal                     | Programação               | Rádio                      |
| ----------- | ---------- | ---------------- | ------------------------- | ------------------------- | -------------------------- |
| Banda C     |            |                  |                           |                           |                            |
| Vertical    | 3890       | 4000             | ----                      | ----                      | 94 FM                      |
| Horizontal  | 3908       | 8333             | ----                      | ----                      | Mirante FM                 |
| Horizontal  | 3925       | 4666             | Mux TV Encontro das Águas | Mux TV Encontro das Águas | Rádio Encontro das Águas   |
| Horizontal  | 3925       | 4666             | Aula Em Casa              | Educativa                 | Rádio Encontro das Águas   |
| Horizontal  | 3925       | 4666             | Aula Em Casa 2            | Educativa                 | Rádio Encontro das Águas   |
| Horizontal  | 3925       | 4666             | Aula Em Casa 3            | Educativa                 | Rádio Encontro das Águas   |
| Horizontal  | 3925       | 4666             | TV Encontro das Águas     | Variada                   | Rádio Encontro das Águas   |
| Horizontal  | 3925       | 4666             | TV Encontro das Águas     | Variada                   | Rádio Encontro das Águas   |
| Horizontal  | 3966       | 14235            | Aula Paraná               | Aula Paraná               | Massa FM Curitiba Massa FM |
| Horizontal  | 3984       | 5000             | Mux TV Cultura do Pará    | Mux TV Cultura do Pará    | Rádio Cultura do Pará      |
| Horizontal  | 3984       | 5000             | TV Cultura do Pará        | Educativa                 | Rádio Cultura do Pará      |
| Horizontal  | 3984       | 5000             | TV Cultura do Pará        | Educativa                 | Rádio Cultura do Pará      |
| Vertical    | 4045       | 5000             | Mux TV Assembleia PI      | Mux TV Assembleia PI      |                            |
| Vertical    | 4045       | 5000             | TV Assembleia PI          | Legislativa               |                            |
| Vertical    | 4045       | 5000             | TV Assembleia PI          | Legislativa               |                            |
| Vertical    | 4077       | 800              | Rádio Imaculada Conceição | Católica                  |                            |
| Vertical    | 4170       | 5000             | Mux EPC                   | Mux EPC                   |                            |
| Vertical    | 4170       | 5000             | TV Pernambuco             | Variada                   |                            |
| Vertical    | 4170       | 5000             | TV Pernambuco             | Variada                   |                            |
| Vertical    | 4188       | 2500             | TV Sagres                 | Educativa                 |                            |

### ABS-3A
- Banda: C e Ku
- Posição: 3º Oeste

| Polarização | Frequência | Taxa de símbolos | Canal                          | Programação                    | Rádio                     |
| ----------- | ---------- | ---------------- | ------------------------------ | ------------------------------ | ------------------------- |
| Banda C     |            |                  |                                |                                |                           |
| Vertical    | 3954       | 3413             | Mux Rede Brasil de Comunicação | Mux Rede Brasil de Comunicação | Rede Brasil FM            |
| Vertical    | 3954       | 3413             | Rede Brasil TV                 | Evangélica                     | Rede Brasil FM            |
| Vertical    | 3960       | 3750             | Mux                            | Mux                            |                           |
| Vertical    | 3960       | 3750             | TV Assembleia TO               | Legislativa                    |                           |
| Vertical    | 3960       | 3750             | TV Cristal                     | Variada                        |                           |
| Horizontal  | 3962       | 7200             | Mux Rede Mundial               | Mux Rede Mundial               |                           |
| Horizontal  | 3962       | 7200             | Rede Mundial                   | Evangélica                     |                           |
| Horizontal  | 3962       | 7200             | Rede Mundial                   | Evangélica                     |                           |
| Horizontal  | 3970       | 5000             | IMPD TV                        | Evangélica                     |                           |
| Vertical    | 3972       | 3750             | TV Assembleia MG               | Legislativa                    | Rádio Assembleia de Minas |
| Horizontal  | 3982       | 5000             | Mux Rede Mundial               | Mux Rede Mundial               |                           |
| Horizontal  | 3982       | 5000             | Rede Mundial                   | Evangélica                     |                           |
| Horizontal  | 3982       | 5000             | Rede Mundial                   | Evangélica                     |                           |
| Horizontal  | 3991       | 3250             | IMPD TV GO                     | Evangélica                     |                           |
| Horizontal  | 3995       | 3333             | IMPD TV ES                     | Evangélica                     |                           |
| Horizontal  | 4009       | 3350             | TV Alerj                       | Legislativa                    |                           |
| Horizontal  | 4014       | 4166             | RBA TV                         | Variada                        | Rádio Clube do Pará       |
| Vertical    | 4114       | 3330             | IMPD TV Internacional          | Evangélica                     |                           |

### Eutelsat 8 West B
- Banda: C e Ku
- Posição: 8º Oeste

| Polarização | Frequência | Taxa de símbolos | Canal               | Programação | Rádio |
| ----------- | ---------- | ---------------- | ------------------- | ----------- | ----- |
| Banda Ku    |            |                  |                     |             |       |
| Horizontal  | 10960      | 3255             | TV Assembleia RN HD | Legislativa |       |

### Express AM8
- Banda: C
- Posição: 14º Oeste

| Polarização | Frequência | Taxa de símbolos | Canal            | Programação    | Rádio               |
| ----------- | ---------- | ---------------- | ---------------- | -------------- | ------------------- |
| Banda C     |            |                  |                  |                |                     |
| Esquerda    | 4065       | 3672             | Mux TV Atual     | Mux TV Atual   |                     |
| Esquerda    | 4065       | 3672             | TV Atual         | Notícias       |                     |
| Esquerda    | 4065       | 3672             | TV Atual         | Notícias       |                     |
| Esquerda    | 4068       | 1666             | TV Verdes Campos | Variada        | Rádio Verdes Campos |
| Esquerda    | 4072       | 2500             | TV Meio          | Variada        | Rádio Meio Norte FM |
| Esquerda    | 4076       | 3333             | Mux TV Goiânia   | Mux TV Goiânia | Rádio Bons Ventos   |
| Esquerda    | 4076       | 3333             | TV Goiânia       | Variada        | Rádio Bons Ventos   |
| Esquerda    | 4076       | 3333             | TV Goiânia       | Variada        | Rádio Bons Ventos   |
| Esquerda    | 4081       | 2400             | TV Ponta Verde   | Variada        |                     |
| Esquerda    | 4092       | 3760             | TV Difusora      | Variada        | Difusora FM         |

### Intelsat 37e
- Banda: C
- Posição: 18º Oeste

| Polarização | Frequência | Taxa de símbolos | Canal                                     | Programação                               | Rádio                                  |
| ----------- | ---------- | ---------------- | ----------------------------------------- | ----------------------------------------- | -------------------------------------- |
| Banda C     |            |                  |                                           |                                           |                                        |
| Direita     | 3755       | 2400             | Mux TV Sul Bahia                          | Mux TV Sul Bahia                          |                                        |
| Direita     | 3755       | 2400             | TV Sul Bahia                              | Evangélica                                |                                        |
| Direita     | 3755       | 2400             | TV Sul Bahia                              | Evangélica                                |                                        |
| Direita     | 3760       | 7570             | Mux Fundação Internacional de Comunicação | Mux Fundação Internacional de Comunicação | Nossa Rádio São Paulo Rádio Relógio RJ |
| Direita     | 3760       | 7570             | Igreja Internacional da Graça de Deus     | Evangélica                                | Nossa Rádio São Paulo Rádio Relógio RJ |
| Direita     | 3760       | 7570             | RIT 1seg                                  | Evangélica                                | Nossa Rádio São Paulo Rádio Relógio RJ |
| Direita     | 3760       | 7570             | RIT HD                                    | Evangélica                                | Nossa Rádio São Paulo Rádio Relógio RJ |
| Direita     | 3760       | 7570             | RIT Notícias                              | Notícias                                  | Nossa Rádio São Paulo Rádio Relógio RJ |
| Direita     | 3760       | 7570             | RIT                                       | Evangélica                                | Nossa Rádio São Paulo Rádio Relógio RJ |
| Direita     | 3760       | 7570             | SOS Espiritual                            | Evangélica                                | Nossa Rádio São Paulo Rádio Relógio RJ |
| Direita     | 3770       | 5982             | Mux Fundação Internacional de Comunicação | Mux Fundação Internacional de Comunicação |                                        |
| Direita     | 3770       | 5982             | TV Farol                                  | Evangélica                                |                                        |
| Direita     | 3770       | 5982             | TV Farol                                  | Evangélica                                |                                        |
| Direita     | 3770       | 5982             | TV Nova Conexão                           | Evangélica                                |                                        |
| Direita     | 3770       | 5982             | TV Nova Conexão                           | Evangélica                                |                                        |
| Direita     | 3770       | 5982             | TV Primavera                              | Evangélica                                |                                        |
| Direita     | 3770       | 5982             | TV Primavera                              | Evangélica                                |                                        |
| Esquerda    | 3778       | 2666             | TV Barriga Verde                          | Variada                                   |                                        |
| Direita     | 3779       | 8500             | Mux Fundação Internacional de Comunicação | Mux Fundação Internacional de Comunicação |                                        |
| Direita     | 3779       | 8500             | SBT MS                                    | Variada                                   |                                        |
| Direita     | 3779       | 8500             | SBT MS                                    | Variada                                   |                                        |
| Direita     | 3779       | 8500             | TV Guanandi                               | Variada                                   |                                        |
| Direita     | 3779       | 8500             | TV Guanandi                               | Variada                                   |                                        |
| Esquerda    | 3858       | 1440             | TV Norte Amazonas                         | Variada                                   |                                        |

### SES-4
- Banda: C e Ku
- Posição: 22º Oeste

| Polarização | Frequência | Taxa de símbolos | Canal                           | Programação                     | Rádio |
| ----------- | ---------- | ---------------- | ------------------------------- | ------------------------------- | --- |
| Banda C     |            |                  |                                 |                                 | |
| Esquerda    | 3970       | 3333             | Mux TV Cidade                   | Mux TV Cidade                   | |
| Esquerda    | 3970       | 3333             | TV Cidade                       | Variada                         | |
| Esquerda    | 3970       | 3333             | TV Cidade                       | Variada                         | |
| Esquerda    | 3974       | 3200             | TV Verdade HD                   | Evangélica                      | |
| Esquerda    | 4016       | 5000             | Mux Grupo Cidade de Comunicação | Mux Grupo Cidade de Comunicação | Rede Liderança FM |
| Esquerda    | 4016       | 5000             | TV Cidade                       | Variada                         | Rede Liderança FM |
| Esquerda    | 4016       | 5000             | TV Cidade                       | Variada                         | Rede Liderança FM |
| Esquerda    | 4021       | 3200             | TV Leste                        | Variada                         | |
| Esquerda    | 4026       | 5000             | Mux Grupo Asa Branca            | Mux Grupo Asa Branca            | CBN Caruaru |
| Esquerda    | 4034       | 2963             | TV Jornal                       | Variada                         | Rádio Jornal |
| Direita     | 4045       | 2500             | MUX Rede Pampa de Comunicação   | MUX Rede Pampa de Comunicação   | 104 FM Caiçara Capão FM Cidreira FM Continental Eldorado FM Tramandaí Imbé FM Liberdade 104.9 FM Liberdade 99.7 FM Rádio Grenal Rádio Pampa Torres FM Xangri-lá FM |
| Direita     | 4048       | 3750             | Mux Rede Tambaú de Comunicação  | Mux Rede Tambaú de Comunicação  | |
| Direita     | 4048       | 3750             | TV Tambaú                       | Variada                         | |
| Direita     | 4048       | 3750             | TV Tambaú                       | Variada                         | |
| Esquerda    | 4059       | 5000             | Mux TV Cidade Verde             | Mux TV Cidade Verde             | Rádio Cidade Verde |
| Esquerda    | 4059       | 5000             | TV Cidade Verde                 | Variada                         | Rádio Cidade Verde |
| Esquerda    | 4059       | 5000             | TV Cidade Verde                 | Variada                         | Rádio Cidade Verde |
| Direita     | 4062       | 6443             | MUX Rede Pampa de Comunicação   | MUX Rede Pampa de Comunicação   | |
| Direita     | 4062       | 6443             | TV Pampa Porto Alegre           | Variada                         | |
| Direita     | 4062       | 6443             | TV Pampa Porto Alegre           | Variada                         | |
| Esquerda    | 4070       | 4995             | Mux TV Tropical                 | Mux TV Tropical                 | |
| Esquerda    | 4070       | 4995             | TV Tropical                     | Variada                         | |
| Esquerda    | 4070       | 4995             | TV Tropical                     | Variada                         | |
| Direita     | 4075       | 2500             | Mux Urbana Sat                  | Mux Urbana Sat                  | Meio Norte FM Mix FM Teresina Nativa FM Manaus Rádio Boa FM Rádio BSD Rádio Liderança FM Rede Brasileira de Rádio Rede Plus FM                                     |
| Banda Ku    |            |                  |                                 |                                 | |
| Vertical    | 12002      | 2500             | TV Ponta Negra                  | Variada                         | |

### Intelsat 35e
- Banda: C e Ku
- Posição: 34,5º Oeste

| Polarização | Frequência | Taxa de símbolos | Canal                   | Programação            | Rádio |
| ----------- | ---------- | ---------------- | ----------------------- | ---------------------- | ----- |
| Banda C     |            |                  |                         |                        |       |
| Esquerda    | 3844       | 4812             | Mux TV Tarobá Cascavel  | Mux TV Tarobá Cascavel |       |
| Esquerda    | 3844       | 4812             | TV Tarobá Cascavel HD   | Variada                |       |
| Esquerda    | 3844       | 4812             | TV Tarobá Cascavel 1seg | Variada                |       |

### SES-6
- Banda: C e Ku
- Posição: 40,5º Oeste

| Polarização | Frequência | Taxa de símbolos | Canal                              | Programação                        | Rádio                     |
| ----------- | ---------- | ---------------- | ---------------------------------- | ---------------------------------- | ------------------------- |
| Banda C     |            |                  |                                    |                                    |                           |
| Direita     | 3830       | 6666             | Mux Rede Genêsis                   | Mux Rede Genêsis                   | Sara Brasil FM            |
| Direita     | 3830       | 6666             | Rede Genêsis                       | Evangélica                         | Sara Brasil FM            |
| Direita     | 3830       | 6666             | Rede Genêsis HD                    | Evangélica                         | Sara Brasil FM            |
| Direita     | 3830       | 6666             | Rede Genêsis                       | Evangélica                         | Sara Brasil FM            |
| Direita     | 3830       | 6666             | RTN TV                             | Evangélica                         | Sara Brasil FM            |
| Esquerda    | 3868       | 3255             | TV MS                              | Variada                            | FM Cidade 97 Campo Grande |
| Esquerda    | 3896       | 2787             | AgroBrasil TV                      | Agro                               |                           |
| Esquerda    | 3900       | 3920             | Mux TV Nazaré                      | Mux TV Nazaré                      |                           |
| Esquerda    | 3900       | 3920             | TV Nazaré                          | Católica                           |                           |
| Esquerda    | 3900       | 3920             | TV Nazaré HD                       | Católica                           |                           |
| Esquerda    | 4086       | 15000            | Mux Rede Novo Tempo de Comunicação | Mux Rede Novo Tempo de Comunicação | Rádio Novo Tempo          |
| Esquerda    | 4086       | 15000            | TV Novo Tempo                      | Evangélica                         | Rádio Novo Tempo          |
| Esquerda    | 4086       | 15000            | TV Novo Tempo HD                   | Evangélica                         | Rádio Novo Tempo          |
| Banda Ku    |            |                  |                                    |                                    |                           |
| Vertical    | 11480      | 30000            | Mux Oi TV                          | Mux Oi TV                          |                           |
| Vertical    | 11480      | 30000            | Canal Gov                          | Governamental                      |                           |

### Sky Brasil-1
- Banda: C, Ku e Ka
- Posição: 43º Oeste

| Polarização | Frequência | Taxa de símbolos | Canal                      | Programação    | Rádio |
| ----------- | ---------- | ---------------- | -------------------------- | -------------- | ----- |
| Banda Ku    |            |                  |                            |                |       |
| Vertical    | 10762      | 30000            | Mux Sky Brasil             | Mux Sky Brasil |       |
| Vertical    | 10762      | 30000            | Canal 1 - TVRO             | Promocional    |       |
| Vertical    | 10762      | 30000            | Canal do Usuário HD - TVRO | Promocional    |       |
| Vertical    | 11170      | 30000            | Mux Sky Brasil             | Mux Sky Brasil |       |
| Vertical    | 11170      | 30000            | Canal do Cliente           | Promocional    |       |
| Vertical    | 11170      | 30000            | Canal do Cliente           | Promocional    |       |

### Intelsat 14
- Banda: C e Ku
- Posição: 45º Oeste

| Polarização | Frequência | Taxa de símbolos | Canal                   | Programação            | Rádio                                               |
| ----------- | ---------- | ---------------- | ----------------------- | ---------------------- | --------------------------------------------------- |
| Banda C     |            |                  |                         |                        |                                                     |
| Vertical    | 3733       | 4812             | Mux TV Tarobá Cascavel  | Mux TV Tarobá Cascavel |                                                     |
| Vertical    | 3733       | 4812             | TV Tarobá Cascavel HD   | Variada                |                                                     |
| Vertical    | 3733       | 4812             | TV Tarobá Cascavel 1seg | Variada                |                                                     |
| Vertical    | 3745       | 3750             | TV Gazeta Rio Branco HD | Variada                | Rádio Cidade 107.1 FM                               |
| Horizontal  | 3768       | 1832             | BM&C News HD            | Notícias               |                                                     |
| Horizontal  | 3802       | 10835            | Mux Rede Amazônica      | Mux Rede Amazônica     | CBN Belém CBN Macapá CBN Porto Velho CBN Rio Branco |
| Horizontal  | 3815       | 11000            | Mux Rede Amazônica      | Mux Rede Amazônica     | CBN Manaus                                          |
| Vertical    | 3823       | 15000            | Mux Rede Amazônica      | Mux Rede Amazônica     | CBN Amazônia                                        |
| Vertical    | 3847       | 5000             | Mux TV Pai Eterno       | Mux TV Pai Eterno      |                                                     |
| Vertical    | 3847       | 5000             | TV Pai Eterno 1 Seg     | Católica               |                                                     |
| Vertical    | 3847       | 5000             | TV Pai Eterno HD        | Católica               |                                                     |
| Horizontal  | 3870       | 5415             | Mux Woohoo              | Mux Woohoo             |                                                     |
| Horizontal  | 3870       | 5415             | Woohoo                  | Esportiva              |                                                     |
| Horizontal  | 3870       | 5415             | Woohoo HD               | Esportiva              |                                                     |
| Vertical    | 3870       | 3910             | Mux Rede Mais           |                        |                                                     |
| Vertical    | 3870       | 3910             | Rede Mais 1 Seg         | Variada                |                                                     |
| Vertical    | 3870       | 3910             | Rede Mais HD            | Variada                |                                                     |
| Horizontal  | 4193       | 2075             | IPDA Rádio Sat          | Rádio                  |                                                     |

### Intelsat 34
- Banda: C e Ku
- Posição: 55,5º Oeste

| Polarização | Frequência | Taxa de símbolos | Canal                                     | Programação                               | Rádio                              |
| ----------- | ---------- | ---------------- | ----------------------------------------- | ----------------------------------------- | ---------------------------------- |
| Banda C     |            |                  |                                           |                                           |                                    |
| Vertical    | 4104       | 4000             | Igreja Cristã Maranata                    | Evangélica                                |                                    |
| Horizontal  | 4120       | 4166             | Mux Fundação Internacional de Comunicação | Mux Fundação Internacional de Comunicação | Nossa Rádio FM SP Rádio Relógio RJ |
| Horizontal  | 4120       | 4166             | Canal Um 1 Seg                            | Evangélica                                | Nossa Rádio FM SP Rádio Relógio RJ |
| Horizontal  | 4120       | 4166             | Canal Um HD                               | Evangélica                                | Nossa Rádio FM SP Rádio Relógio RJ |
| Horizontal  | 4120       | 4166             | RIT TV                                    | Evangélica                                | Nossa Rádio FM SP Rádio Relógio RJ |

### Intelsat 21
- Banda: C e Ku
- Posição: 58º Oeste

| Polarização | Frequência | Taxa de símbolos | Canal              | Programação | Rádio |
| ----------- | ---------- | ---------------- | ------------------ | ----------- | ----- |
| Banda C     |            |                  |                    |             |       |
| Vertical    | 4155       | 3333             | Record Américas HD | Variada     |       |

### Amazonas 2/3/5
- Banda: C, Ku e Ka
- Posição: 61º Oeste

| Polarização | Frequência | Taxa de símbolos | Canal                               | Programação                         | Rádio |
| ----------- | ---------- | ---------------- | ----------------------------------- | ----------------------------------- | ----- |
| Banda C     |            |                  |                                     |                                     |       |
| Vertical    | 3868       | 5000             | Mux RBI TV                          | Mux RBI TV                          |       |
| Vertical    | 3868       | 5000             | RBI TV HD                           | Variada                             |       |
| Vertical    | 3868       | 5000             | RBI TV 1 Seg                        | Variada                             |       |
| Vertical    | 3940       | 5000             | SBT RS 1 Seg                        | Variada                             |       |
| Horizontal  | 3958       | 3750             | TV Assembleia RS HD                 | Legislativa                         |       |
| Vertical    | 3984       | 5000             | Mux Pajuçara Sistema de Comunicaçao | Mux Pajuçara Sistema de Comunicaçao |       |
| Vertical    | 3984       | 5000             | TV Pajuçara 1 Seg                   | Variada                             |       |
| Vertical    | 3984       | 5000             | TV Pajuçara HD                      | Variada                             |       |
| Horizontal  | 4179       | 3750             | Mux TV SIM                          | Mux TV SIM                          |       |
| Horizontal  | 4179       | 3750             | TV SIM HD                           | Variada                             |       |
| Horizontal  | 4179       | 3750             | TV SIM 1 Seg                        | Variada                             |       |
| Vertical    | 4195       | 4166             | Mux Rede Alesp                      | Mux Rede Alesp                      |       |
| Vertical    | 4195       | 4166             | Rede Alesp                          | Legislativa                         |       |
| Vertical    | 4195       | 4166             | Rede Alesp                          | Legislativa                         |       |

### Eutelsat 65 West A
- Banda: C, Ku e Ka
- Posição: 65,1º Oeste

| Polarização | Frequência | Taxa de símbolos | Canal                              | Programação                        | Rádio             |
| ----------- | ---------- | ---------------- | ---------------------------------- | ---------------------------------- | ----------------- |
| Banda C     |            |                  |                                    |                                    |                   |
| Vertical    | 4510       | 2083             | TV Assembleia Paraná               | Legislativa                        |                   |
| Horizontal  | 4512       | 3750             | Mux Record Cabrália                | Mux Record Cabrália                |                   |
| Horizontal  | 4512       | 3750             | Record Cabrália                    | Variada                            |                   |
| Horizontal  | 4512       | 3750             | Record Cabrália                    | Variada                            |                   |
| Horizontal  | 4516       | 3750             | Mux Record Interior SP             | Mux Record Interior SP             |                   |
| Horizontal  | 4516       | 3750             | Record Interior SP                 | Variada                            |                   |
| Horizontal  | 4516       | 3750             | Record Interior SP                 | Variada                            |                   |
| Horizontal  | 4520       | 3730             | Mux Record Rio Preto               | Mux Record Rio Preto               |                   |
| Horizontal  | 4520       | 3730             | Record Rio Preto                   | Variada                            |                   |
| Horizontal  | 4520       | 3730             | Record Rio Preto                   | Variada                            |                   |
| Horizontal  | 4526       | 4800             | Mux Record News                    | Mux Record News                    |                   |
| Horizontal  | 4526       | 4800             | Record News                        | Notícias                           |                   |
| Horizontal  | 4526       | 4800             | Record News                        | Notícias                           |                   |
| Horizontal  | 4530       | 3750             | Mux Record Paulista                | Mux Record Paulista                |                   |
| Horizontal  | 4530       | 3750             | Record Paulista                    | Variada                            |                   |
| Horizontal  | 4530       | 3750             | Record Paulista                    | Variada                            |                   |
| Horizontal  | 4536       | 3846             | VTV                                | Variada                            |                   |
| Horizontal  | 4541       | 1837             | Play TV                            | Variada                            |                   |
| Horizontal  | 4550       | 3750             | Mux Record Interior RJ             | Mux Record Interior RJ             |                   |
| Horizontal  | 4550       | 3750             | Record Interior RJ                 | Variada                            |                   |
| Horizontal  | 4550       | 3750             | Record Interior RJ                 | Variada                            |                   |
| Horizontal  | 4554       | 4780             | Mux Record Rio                     | Mux Record Rio                     |                   |
| Horizontal  | 4554       | 4780             | Record Rio                         | Variada                            |                   |
| Horizontal  | 4554       | 4780             | Record Rio                         | Variada                            |                   |
| Horizontal  | 4566       | 5083             | Mux TV Novo Tempo                  | Mux TV Novo Tempo                  |                   |
| Horizontal  | 4566       | 5083             | TV Novo Tempo                      | Evangélica                         |                   |
| Horizontal  | 4566       | 5083             | TV Novo Tempo                      | Evangélica                         |                   |
| Horizontal  | 4573       | 4780             | Mux Record Minas                   | Mux Record Minas                   |                   |
| Horizontal  | 4573       | 4780             | Record Minas                       | Variada                            |                   |
| Horizontal  | 4573       | 4780             | Record Minas                       | Variada                            |                   |
| Horizontal  | 4577       | 3750             | Mux RFTV                           | Mux RFTV                           |                   |
| Horizontal  | 4577       | 3750             | RFTV                               | Variada                            |                   |
| Horizontal  | 4577       | 3750             | RFTV                               | Variada                            |                   |
| Horizontal  | 4583       | 4800             | Mux Record News                    | Mux Record News                    |                   |
| Horizontal  | 4583       | 4800             | Record News                        | Notícias                           |                   |
| Horizontal  | 4583       | 4800             | Record News                        | Notícias                           |                   |
| Horizontal  | 4590       | 4780             | Mux Record Goiás                   | Mux Record Goiás                   |                   |
| Horizontal  | 4590       | 4780             | Record Goiás                       | Variada                            |                   |
| Horizontal  | 4590       | 4780             | Record Goiás                       | Variada                            |                   |
| Horizontal  | 4594       | 4780             | Mux Record Guaíba                  | Mux Record Guaíba                  |                   |
| Horizontal  | 4594       | 4780             | Record Guaíba                      | Variada                            |                   |
| Horizontal  | 4594       | 4780             | Record Guaíba                      | Variada                            |                   |
| Horizontal  | 4601       | 4780             | Mux Record Bahia                   | Mux Record Bahia                   |                   |
| Horizontal  | 4601       | 4780             | Record Bahia                       | Variada                            |                   |
| Horizontal  | 4601       | 4780             | Record Bahia                       | Variada                            |                   |
| Vertical    | 4602       | 5000             | Mux TV Paranaíba                   | Mux TV Paranaíba                   |                   |
| Vertical    | 4602       | 5000             | TV Paranaíba                       | Variada                            |                   |
| Vertical    | 4602       | 5000             | TV Paranaíba                       | Variada                            |                   |
| Horizontal  | 4607       | 4780             | Mux Record Belém                   | Mux Record Belém                   |                   |
| Horizontal  | 4607       | 4780             | Record Belém                       | Variada                            |                   |
| Horizontal  | 4607       | 4780             | Record Belém                       | Variada                            |                   |
| Vertical    | 4607       | 3750             | Mux Sistema Atalaia de Comunicação | Mux Sistema Atalaia de Comunicação | Xodó FM           |
| Vertical    | 4607       | 3750             | TV Atalaia                         | Variada                            | Xodó FM           |
| Horizontal  | 4612       | 3750             | TV Assembleia SC                   | Legislativa                        |                   |
| Horizontal  | 4688       | 3750             | Mux TV Assembleia PE               | Mux TV Assembleia PE               |                   |
| Horizontal  | 4688       | 3750             | TV Assembleia PE                   | Legislativa                        |                   |
| Horizontal  | 4688       | 3750             | TV Assembleia PE                   | Legislativa                        |                   |
| Horizontal  | 4692       | 3720             | Mux Band Triângulo                 | Mux Band Triângulo                 | Band FM Triângulo |
| Horizontal  | 4692       | 3720             | Band Triângulo                     | Variada                            | Band FM Triângulo |
| Horizontal  | 4705       | 2500             | Mux TV Assembleia BA               | Mux TV Assembleia BA               |                   |
| Horizontal  | 4705       | 2500             | TV Assembleia BA                   | Legislativa                        |                   |
| Horizontal  | 4705       | 2500             | TV Assembleia BA                   | Legislativa                        |                   |
| Horizontal  | 4708       | 5000             | Record                             | Variada                            |                   |
| Horizontal  | 4733       | 9165             | Mux IRDEB                          | Mux IRDEB                          |                   |
| Horizontal  | 4733       | 9165             | Canal Gov                          | Governamental                      |                   |
| Horizontal  | 4733       | 9165             | Educa Bahia                        | Educativa                          |                   |
| Horizontal  | 4733       | 9165             | Educadora FM                       | Rádio                              |                   |
| Horizontal  | 4733       | 9165             | Emitec 1                           | Educativa                          |                   |
| Horizontal  | 4733       | 9165             | Emitec 2                           | Educativa                          |                   |
| Horizontal  | 4733       | 9165             | Emitec 3                           | Educativa                          |                   |
| Horizontal  | 4733       | 9165             | TVE Bahia                          | Variada                            |                   |
| Horizontal  | 4733       | 9165             | TVE Bahia                          | Variada                            |                   |
| Horizontal  | 4750       | 3730             | Mux Record Litoral e Vale          | Mux Record Litoral e Vale          |                   |
| Horizontal  | 4750       | 3730             | Record Litoral e Vale              | Variada                            |                   |
| Horizontal  | 4750       | 3730             | Record Litoral e Vale              | Variada                            |                   |
| Banda Ku    |            |                  |                                    |                                    |                   |
| Vertical    | 11440      | 5000             | Mux TVE RS                         | Mux TVE RS                         |                   |
| Vertical    | 11440      | 5000             | TVE RS                             | Variada                            |                   |
| Vertical    | 11440      | 5000             | TVE RS                             | Variada                            |                   |
| Vertical    | 11445      | 2400             | TV Mais Conasems                   | Educativa                          |                   |

### SES-10
- Banda: Ku
- Posição: 67º Oeste

| Polarização | Frequência | Taxa de símbolos | Canal        | Programação | Rádio |
| ----------- | ---------- | ---------------- | ------------ | ----------- | ----- |
| Banda Ku    |            |                  |              |             |       |
| Vertical    | 11480      | 30000            | Canal Futura | Variada     |       |